# C-MART
C-MART（Cマート）とは、青森ロジテック株式会社が展開するコンビニエンスストア形態の小売店支援システムおよびそのチェーン店舗である。

## 概要
1999年（平成11年）11月にスタート、2010年（平成22年）10月時点で青森県、岩手県、秋田県の20店舗がC-MARTに加盟している。
一般のコンビニと違い、本部に縛られることなく、看板設置・店舗デザイン・レイアウト・営業時間・営業品目・取り扱い商品などは店舗オーナーの経営判断で決定する。またロイヤリティや加盟金がなく、加盟店がサービスに対してそのつど払う方式である。ボランタリー・チェーン形態に近い。